# Atlas (Halswirbel)

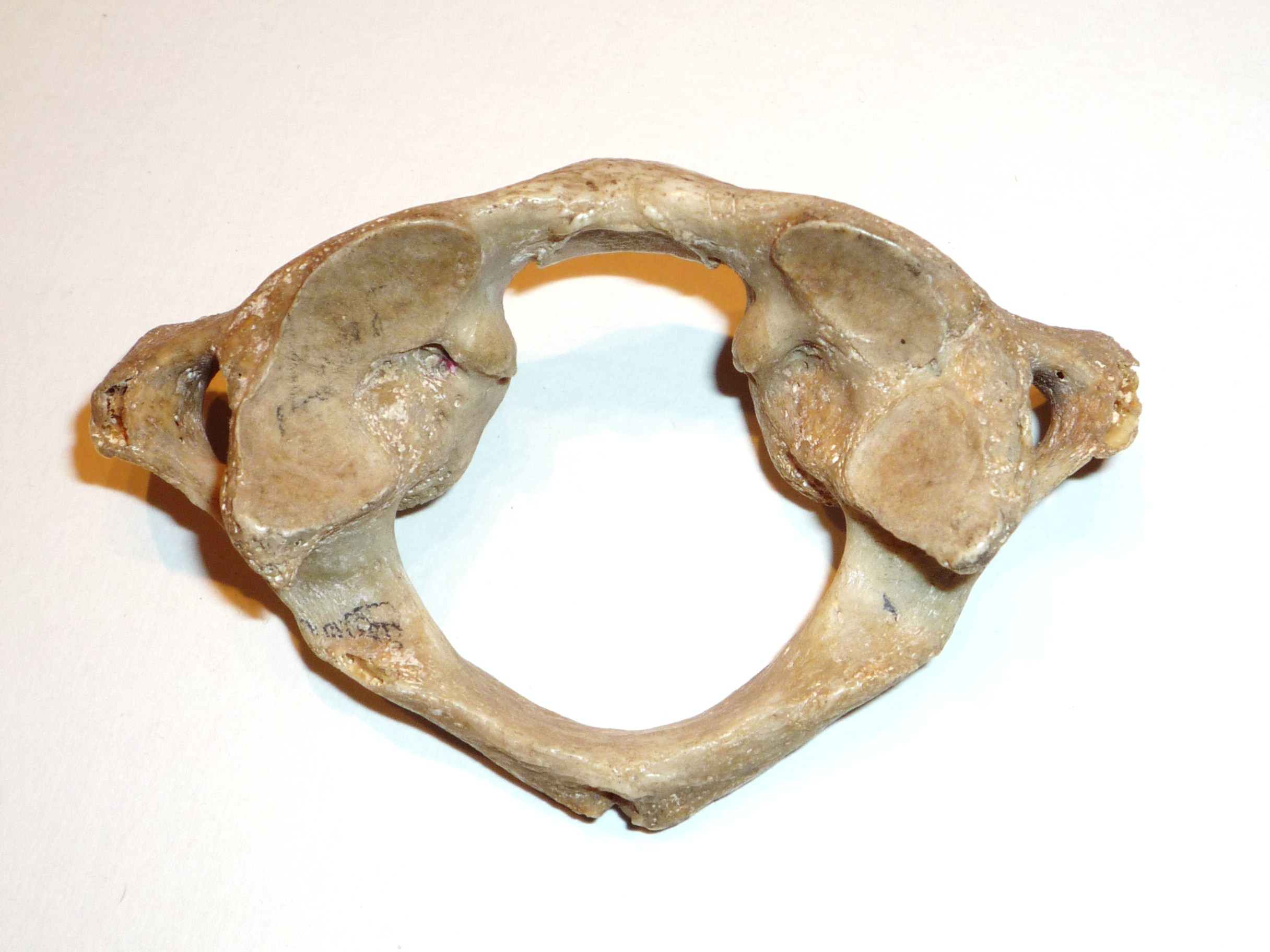
Atlas

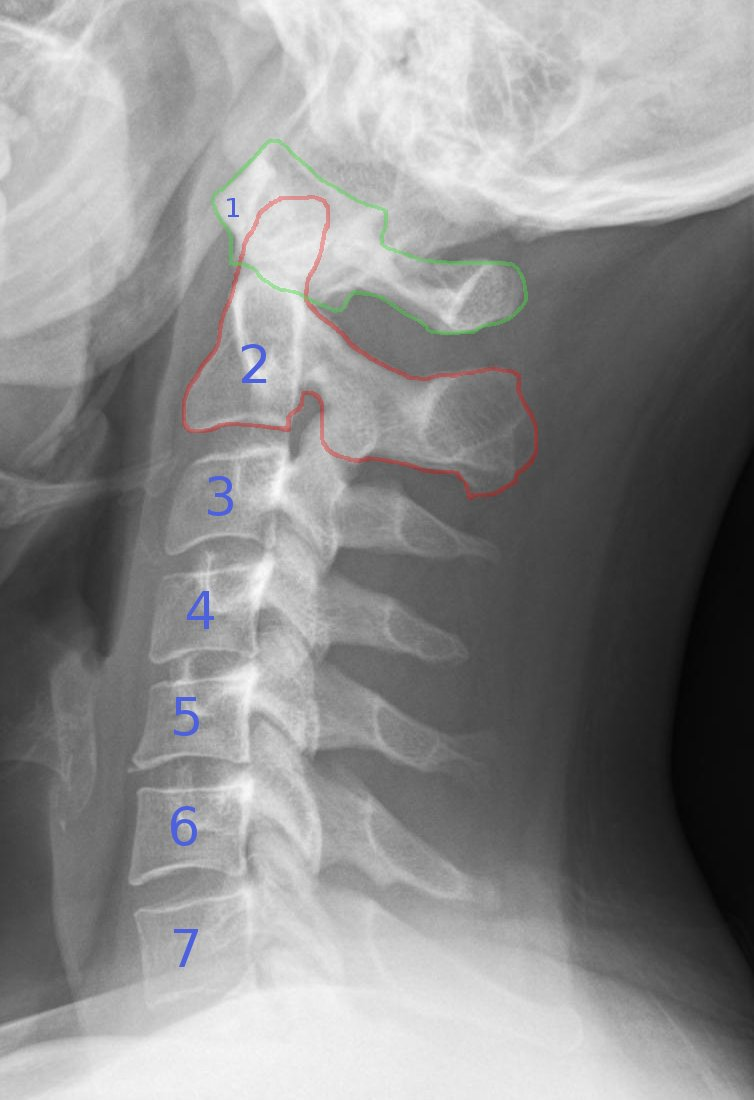
Röntgenaufnahme der Halswirbelsäule, der Atlas ist grün hervorgehoben.

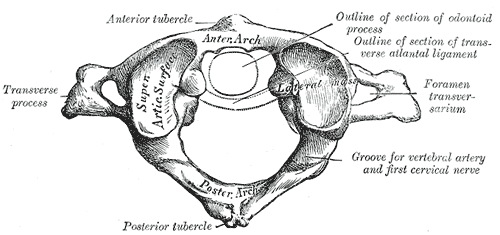
Atlas, Draufsicht aus Gray’s Anatomy.

Der Atlas ist der erste Halswirbel. Als schädelnächster Teil der Wirbelsäule trägt er den gesamten Kopf. Aufgrund dieser Funktion wurde sein Name vom Titanen Atlas der griechischen Mythologie entlehnt, der die Last des Himmels auf seinen Schultern stemmen musste.
In der klinischen Praxis wird der erste Halswirbel mit C1 abgekürzt. In der Anatomie ist die Bezeichnung Atlas für alle Nabeltiere gebräuchlich.

## Form
Wegen ihrer besonderen Lage und Beanspruchung besitzen der Atlas und auch der zweite Halswirbel, Axis (in der Klinik C2 abgekürzt), mit dem er eine funktionelle Einheit bildet, eine von den anderen Wirbeln verschiedene, spezialisierte Form.
Der Atlas hat entwicklungsgeschichtlich seinen Wirbelkörper verloren – dieser wird durch den Zahn des Axis repräsentiert – und ähnelt weitestgehend einem Ring. Innerhalb dieses Rings, und zwar auf der dorsalen Seite, verläuft vom Gehirn kommend das Rückenmark und setzt sich mitsamt seinen Hirnhäuten in dem mit dem Atlas beginnenden Wirbelkanal durch die Wirbelsäule fort.
Auf beiden Seiten leicht ventral ist der Ring wesentlich verdickt. Diese Verdickungen nennt man Massae laterales, auf deren Ober- und Unterseiten die Gelenkflächen zum Hinterhauptsbein (Facies articularis superior) und zum Axis (Facies articularis inferior) liegen.
Seitlich der Massae laterales liegen die kurzen seitlichen Fortsätze, Processus transversi. Sie gehen entwicklungsgeschichtlich aus den Processus costales hervor und besitzen – außer bei Wiederkäuern – die für alle Halswirbel typische, kleine Öffnung Foramen transversarium, durch die die Arteria vertebralis verläuft, die durch das Hinterhauptsloch (Foramen magnum) in den Kopf eintritt.
Im Gegensatz zu allen anderen Wirbeln besitzt der Atlas keinen Dornfortsatz (Processus spinosus), sondern anstelle dessen nur einen kleinen Höcker an der dorsalen Seite des Bogens (Tuberculum posterius) (bei Tieren Tuberculum dorsale). Auch an der gegenüberliegenden Vorderseite ist ein solcher kleiner Höcker vorhanden, das Tuberculum anterius.

## Gelenke und Bänder
Der Atlas ist das zentrale Element der beiden Kopfgelenke. Er ist zum Schädel hin mit dem Hinterhauptsbein und nach unten mit dem Axis gelenkig verbunden. Der Zahnfortsatz des zweiten Halswirbels (Dens axis) leitet sich ontogenetisch vom Wirbelkörper des Atlas, der Bandscheibe zwischen Atlas und Axis sowie einem Teil des Proatlas ab und liegt genau dort, wo der Wirbelkörper des Atlas fehlt, also auf der ventralen Seite des Rings zwischen den beiden Massae laterales. Zwischen beiden Massae laterales spannt sich das Ligamentum transversum atlantis, aus welchem beim Menschen Längsbündel (Fasciculi longitudinales) nach oben zum Hinterhauptsbein und nach unten zum Axis ausscheren. Das verleiht dieser Bandstruktur ein kreuzförmiges Aussehen, woraus sich die Bezeichnung Ligamentum cruciforme atlantis ableiten lässt. Biomechanisch liegt hier eine äußerst seltene Konstellation vor, dass sich ein Ligament mit einer echten Gelenkfläche an einem Gelenk Articulatio atlantoaxialis mediana beteiligt: Die Vorderfläche des Bandes enthält Knorpelzellen und artikuliert mit der Rückseite des Dens Axis.

## Entwicklungsstörungen
Der Atlas kann aufgrund einer Entwicklungsstörung ganz oder teilweise mit dem Hinterhauptbein verwachsen, was als Atlasassimilation bezeichnet wird. Ursache hierfür ist die komplette oder teilweise Verschmelzung der Sklerotome aus den oberen vier Somiten, aus denen sich das knöcherne Material der Wirbel (und auch des Hinterhauptsbeins) ableitet.

## Verletzungen
Eine besondere Fraktur des Atlas stellt die Jefferson-Fraktur dar: Es handelt sich dabei um eine komplette Ringsprengung des Atlas in vier Frakturfragmente infolge longitudinal (in Längsrichtung der Wirbelsäule) wirkender Kräfte. Bedingt durch die Schrägstellung der kopfseitigen Gelenkflächen können große Sprengkräfte freigesetzt werden, wenn z. B. ein Kopfsprung in flaches Wasser erfolgt.
Beim Genickbruch reißt der Dens Axis vom Wirbelkörper des C2 ab und kann je nach Energie des Traumas auch das Ligamentum cruciforme atlantis zerreißen und dabei das verlängerte Rückenmark verletzen. Wenn die hier lokalisierte Formatio reticularis betroffen ist, tritt mit der Verletzung der sofortige Tod ein. Bei geringergradigen Verletzungen kann der Dens axis wieder fixiert werden, der Zugang kann in solchen Fällen oral erfolgen.